# Anchotatus subapterus
Anchotatus subapterus är en insektsart som beskrevs av Brunner von Wattenwyl 1890. Anchotatus subapterus ingår i släktet Anchotatus och familjen Proscopiidae. Inga underarter finns listade i Catalogue of Life.